# 林宗彥
林宗彥（1985年8月8日—），曾為MOMO親子台的兒童節目主持人，曾為MOMO家族成員「牛奶哥哥」。2019年10月以「牛牛哥哥」的名義復出。

## 生平
林宗彥在就學期間被發掘，並開始拍攝影像作品，曾經拍過玉山銀行、台新銀行、7-11的廣告等，也曾擔任梁靜茹《親親》MV男配角。2007年12月，參加MOMO親子台的試鏡，並獲得兒童節目的主持工作
。

## 事件
在2011年有周刊報導6位男星慘遭盜私人帳號，露鳥照全被公開，其中疑似是牛奶哥哥的男子全裸向鏡頭挺出下體；事後他澄清，該MSN帳號已沒有使用，「照片應該是被合成的。」
在2015年據《中國時報》報導，網路上又流傳一張新照，畫面中1名與他長像極為神似的男子，雙眼直勾鏡頭，一邊用嘴含住另1名男性的生殖器頭部，再度引起軒然大波，網友經多重比對後，懷疑該男就是他。對此，其經紀人Niki鄭重澄清，稱照片也是「合成」的，並非牛奶哥哥本人，且早已在網路流傳許久，只是近日又遭不明人士挖出，徒增紛擾。
據中視2015年報導，正在服役的牛奶哥哥近日再陷桃色風暴，被網友將疑似是他的性愛影片上傳到Instagram，片中一名男子盤腿坐在地上，替另一名全身赤裸的男性口交，左手甚至伸進褲襠裡打手槍，雖然還沒有確定身分，但是有網友從消瘦的臉型與略短的平頭髮型進行比對後，語氣堅定地表示「就是牛奶哥哥！」令人十分驚訝，而該上傳影片的Instagram帳號已經關閉。事後於10月12日，牛奶哥哥在個人臉書上感謝身邊所有人的支持：「我一切都好，謝謝待在我身邊，陪我渡過這次關卡的人。」對於疑似遭到陷害偷拍，他並未正面回應相關內容，只是堅強表示生命還很長，還是要繼續、勇敢地走下去。美國的同志博客Unicorn Booty也發表了文章希望這事件能夠推進東亞的大衆對同性戀的理解和寬容。

## 主持
MOMO親子台
- MOMO歡樂谷
- 姆姆玩遊戲
- 牛奶與麗麗
- 剪刀石頭布

## 唱片

### MOMO歡樂谷
- MOMO歡樂谷2-歡樂谷的異想世界 2009年1月發行
- MOMO歡樂谷3-歡樂谷的夢想嘉年華 2010年1月發行
- MOMO歡樂谷4-歡樂谷的奇幻樂園 2010年12月發行
- MOMO歡樂谷5-歡樂谷愛的進行曲 2011年12月發行
- MOMO歡樂谷6-歡樂谷的音樂魔法 2012年12月發行
- MOMO歡樂谷7-歡樂谷的閃亮新世界 2013年12月發行
- MOMO歡樂谷8- MOMO飛到歡樂谷 2014年12月發行

## 演出作品

### 電視劇
- 2008年 台視、三立都會台《波麗士大人》飾 陳宏偉
- 2010年 公視《死神少女》飾 陳明東 (傻東)

### 舞台劇
- 芊芊的生日禮物 2010年1月29日首演
- 食神群英會 2011年6月3日首演

### 電影
- 2007年不能說的秘密

### MV
- 郭美美-勾勾手
- 梁靜茹-親親
- 張韶涵-搖擺頭

## 外部連結
- 牛奶哥哥(林宗彥)的Facebook專頁
- 熱牛奶的Instagram帳戶